# Milstenau (Bigge)
Die Milstenau ist ein Nebenfluss der Bigge, in der Hauptsache von Norden nach Süden verlaufend, auf dem Gebiet der Stadt Attendorn im nordrhein-westfälischen Kreis Olpe.

## Name
Der Name leitet sich von mittelniederdeutsch *(to) Middelsten a(he) mit der Bedeutung „am mittelsten Fluss“ ab.

## Verlauf

### Quelle
Sie hat ihre Quelle rund 1,5 km nördlich von dem Ortskern in Holzweg, einem Ortsteil der Stadt Attendorn. 

### Flussweg
Die Milstenau erreicht nach ca. 2,1 km die Gemarkung Milstenaus, 70 m östlich der Gemarkung knickt der Bach nach Südosten ab, da sie ein Rinnsal gespeist hat. Einen Flusskilometer später wird der Stadtkern Attendorns erreicht, ab dem sie fast deckungsgleich die Grenze zu Finnentrop durchfließt. Die Milstenau nimmt auf ihren Wege mehrere Bergbäche auf. Östlich des Kernortes Attendorn werden die Landesstraßen L 853 und L 539 unterquert.

### Mündung
Sie mündet nördlich des Campingplatzes Hof Biggen in den Ahauser Stausee, durch den die Bigge fließt. 

## Einzugsgebiet
Das 9,969 km² große Einzugsgebiet der Milstenau wird über Bigge, Lenne, Ruhr und Rhein in die Nordsee entwässert. Dabei grenzt das Einzugsgebiet der Milstenau an Else (nördlich), Wesmecke (östlich) und Bremgebach (westlich).